# Wezup
Wezup  (Drents: Wisp) is een plaats in de gemeente Coevorden, provincie Drenthe (Nederland).
Het ligt ten zuiden van Wezuperbrug en net ten noorden van de N381. Wezup ligt 17 meter boven NAP en beslaat een oppervlakte van 68 hectare. Ten westen van de plaats ontspringt het Drostendiep. Ook wordt in Wezup elk jaar in december een kerstmarkt georganiseerd.

## Zie ook

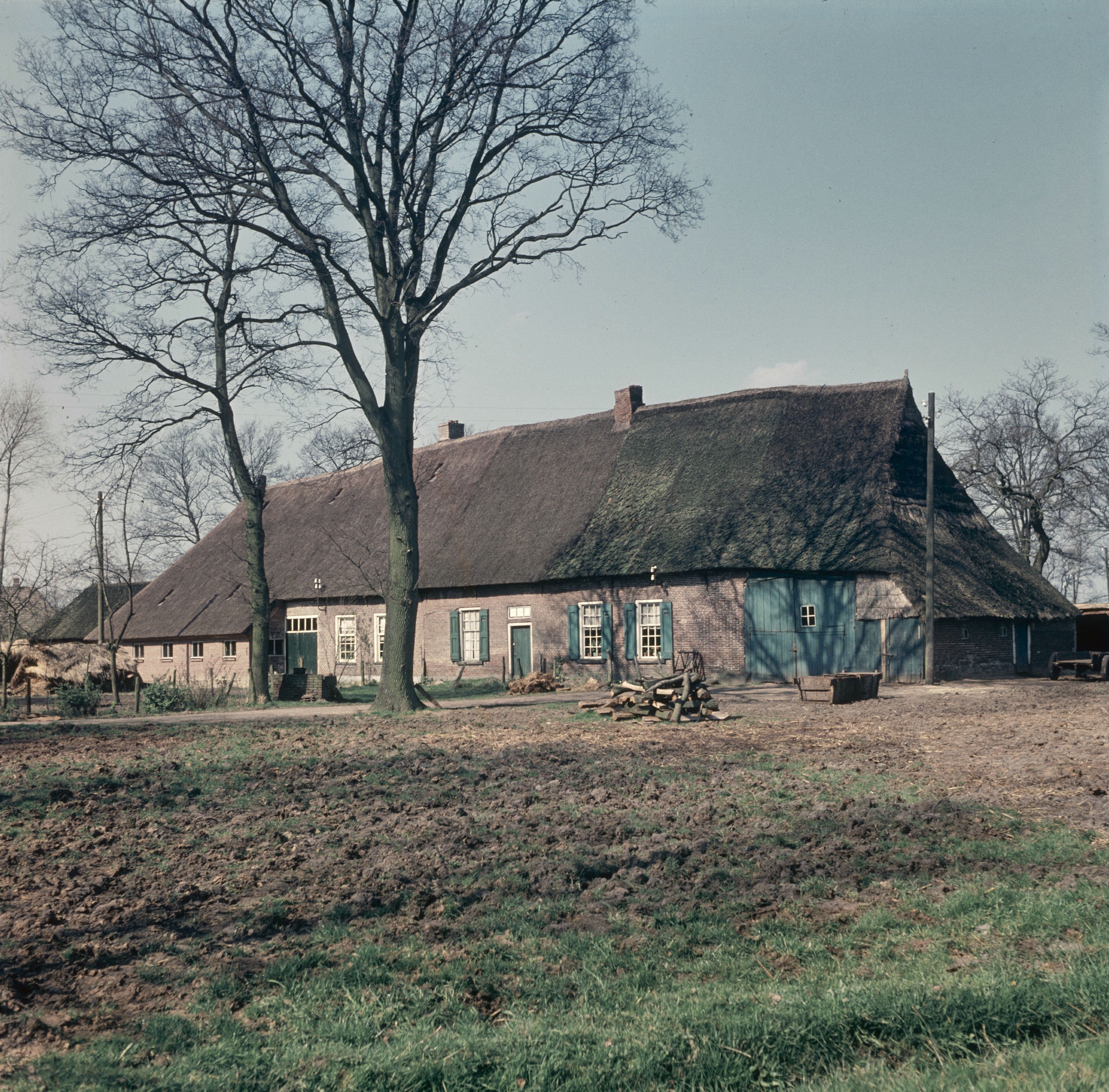
Monumentale boerderij in Wezup